# チェコの宗教
チェコ共和国における宗教は、少なくとも20世紀前半まではキリスト教によって多数派が形成されていた。それ以降、キリスト教は凋落の一途を辿り、今日ではチェコ共和国は全世界で最も宗教人口の少ない国家の一つになっている。キリスト教以外の宗教は少数派に過ぎないが、その中でも仏教徒が最も多い。
歴史的には、チェコ人は「寛容で宗教に対し無頓着であること」が特徴だと言われて来た。2011年の調査では、全人口の34.2%が宗教を持っていないと解答し、10.3%がローマ・カトリック教徒だと、0.8%がプロテスタント(0.5%がチェコ兄弟団福音教会に、0.4%がフス派教会に所属)、そして9.4%がその他の宗教を信仰していると解答し、45.2%が無回答だった。1991年から2001年までに、ローマ・カトリック教会に帰依する人々は39.0%から26.8%に、そしてその後は10.3%にまで下がり、プロテスタントも同様に3.7%から2.1%に、遂には0.8%にまで下がった。
全人口の44%が「精霊や仮想の力を信じる」と答え、37%が信じていないと答えたのに対して、ユーロバロメーターの2010年の調査によると、「神が存在すると信じる」と答えたチェコ人はわずか16%（EU諸国の中では最小）しかいなかった。

## キリスト教
キリスト教は歴史的には同国では最大の宗教で、実質的には全てのチェコ人は19世紀まではキリスト教徒だった。チェコ人は8世紀から10世紀にかけて徐々にスラヴィック・ペイガニズムからキリスト教に改宗していった。ボヘミア公ボリヴォイ1世がキュリロスとメトディオスから洗礼を受け、キリスト教を国教とした最初の支配者となった。キリスト教は20世紀になると凋落し始め、今日ではキリスト教徒だと申告するチェコ人はわずか13.9%しかいない。

### ローマ・カトリック教会

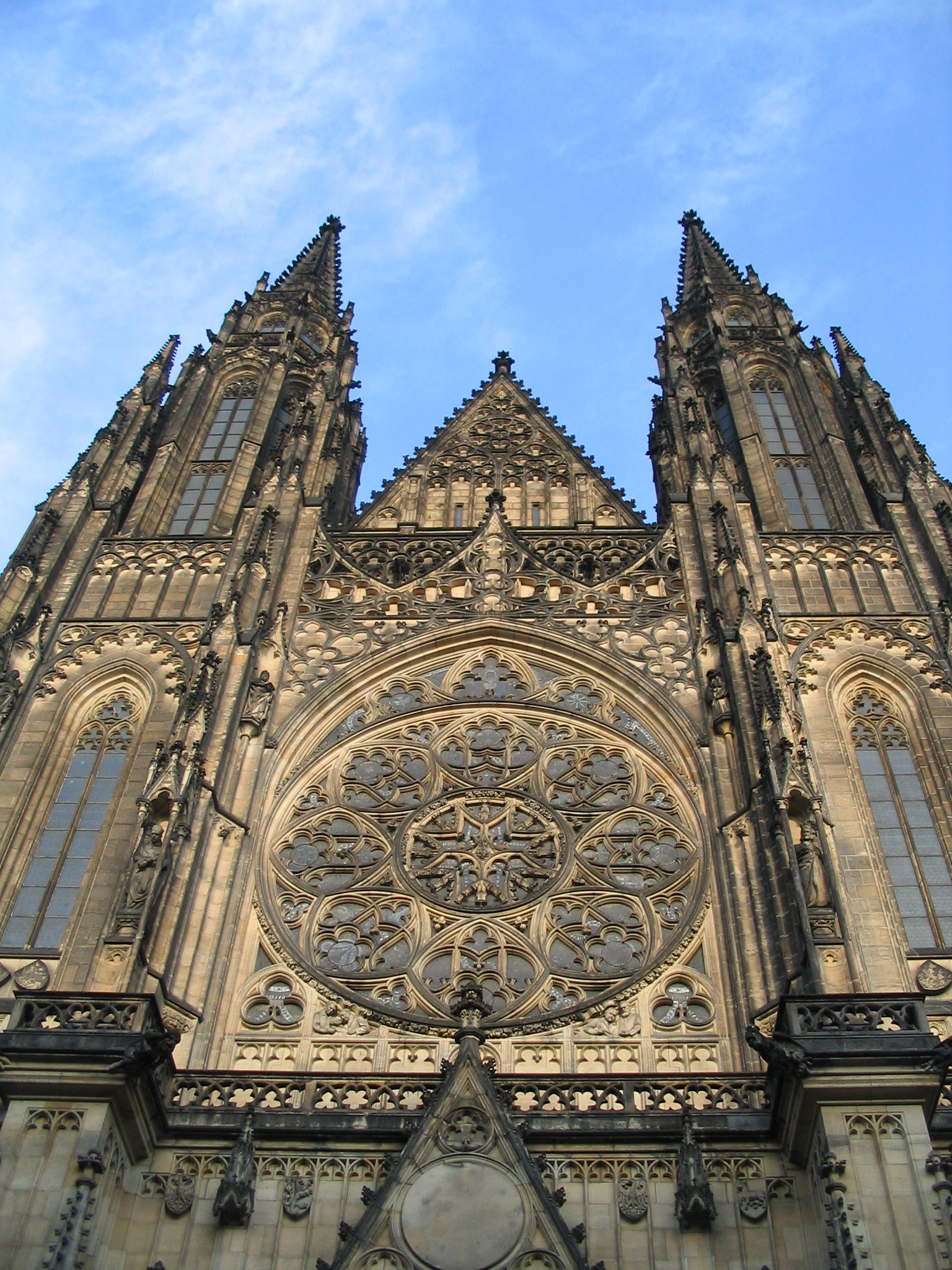
聖ヴィート大聖堂はプラハ大司教の司教座聖堂である。

第一次世界大戦後に信者数が減少し始め、オーストリア＝ハンガリー帝国が崩壊して反オーストリア感情や反教権主義の大規模な運動が始まるまでは、カトリック教会は1910年の時点では96.5%の人々が信仰していた主流派の教派だった。共産主義体制の下でチェコスロバキアが統合されていた頃は、その一部は後に返却されたが、教会の資産の殆どは政府によって没収された。共産主義体制が崩壊した後でも、1991年の時点では39.0%のチェコ人がカトリック教徒であったが、その後急速に信者数が減少していった。2011年にはカトリック教徒だと答えたチェコ人は10.4%にまで減少し、同様の状況はプロテスタントが多数派を占めるイングランドにも当て嵌まる。
従ってチェコ共和国は以前は完全にカトリックの国家であったにも拘わらず、宗教改革以来百年以上の期間で信仰を捨てた唯一の具体例となり、隣国のポーランドやスロバキアとは明確に対照的な現象を示している。

### プロテスタンティズム
15世紀には、宗教指導者で改革者ヤン・フスが後に彼の名に因んだ運動を開始した。フスがコンスタンツ公会議で1415年に異端として名指しされ火焙りにされたにも拘わらず、彼の追随者達はカトリック教会から脱退し、フス戦争(1419年–1434年)で神聖ローマ皇帝ジギスムントが彼らに対して組織した五つの十字軍を打ち破った。ペートル・ヘルチキがフスの宗教改革運動を受け継いだ。この時から二世紀の間、殆どのチェコ人はフス派の信者になった。
ボヘミアは最初に世襲制の支配者を選出した際に、ハプスブルク家の支配下に入った。1526年以降ボヘミアはハプスブルク家の支配下に入った。プラハ窓外投擲事件やその直後の1618年に始まったハプスブルク家に対する反乱が三十年戦争の切っ掛けとなり、この戦争は直ちに中央ヨーロッパに広がった。1620年には、白山の戦いでボヘミアの反乱が起こり、ボヘミアとオーストリア内のハプスブルク世襲領との結び付きが強化された。この戦争は地元の人口を壊滅的に減らし、人々はローマ・カトリックへの改宗を強制された。
今日、チェコにおいてプロテスタンティズムは凋落の一途を辿っており、チェコ兄弟団福音教会には全人口のわずか0.5%しか信者がおらず、チェコスロバキア・フス派教会には0.4%しかいない。

## 仏教
2001年の調査ではチェコで6817人が仏教徒として届け出た。その殆どはベトナム人の共同体で、同国において最大の移民集団であり、彼らは大乗仏教を信仰している。彼らよりは小規模の韓国朝鮮人共同体も在る。チェコ在住のベトナム人は主にプラハやヘプで暮らしている。チェコ北部地域のヴァルンドルフにあるテイン・アン寺院が同国最初のベトナム様式の寺院として2008年1月に建立された。同様に韓国朝鮮人の寺院もプラハやブルノに在る。
民族チェコ人の仏教徒はベトナム人や韓国人とは対照的にチベット仏教系の密教を信じる人が多い。密教の信者達は主にニンマ派やカギュ派に所属している。カルマ・カギュの伝統は50箇所のセンターや瞑想集団の中で形成された。密教のダイヤモンド・ウェイの伝統はオーレ・ニダールによって打ち立てられ、チェコやスロヴァキアで信仰されている。この流派の大きな寺院がプラハで建設される事が予定されている。

## ペイガニズム
チェコでは復興されたスラヴ人の原始宗教(スラヴィック・ネオペイガニズム、英語ではRodnovery、チェコ語ではRodnověří)が存在感を持っている。最大の組織はSpolečenství Rodná Víra(原始信仰共同体)である。同様にウィッカ信仰者もおり、ケメティズムの集団Per Kemetも存在する。

## イスラム教
僅かな移民と共に、チェコには他のヨーロッパ諸国と比べて極少数のイスラム教の共同体がある。2001年の調査では3699人のイスラム教徒が暮らしているという。

## 無宗教
チェコ共和国は世界の中でも最も宗教色の薄い国家の一つである。